# HTTP Caching
HTTP Caching ist eine Technik im Hypertext Transfer Protocol (HTTP), um Ressourcen (Dokumente, Bilder, Dateien allgemein) anhand bestimmter Kriterien in einem Cache zwischenzuspeichern, um unnötige Datenübertragungen, Serveranfragen zu vermeiden und Zugriffszeiten zu verringern. Da gleichzeitig sichergestellt werden muss, dass die übertragenen Inhalte nicht veraltet sind, ist es nötig, die Zwischenspeicherung von Internetseiten oder anderen Ressourcen genau steuern zu können. Im HTTP-Standard sind dafür eine Reihe von Tags definiert, die das Caching auf Proxy- und Clientebene (Browser-Cache) unterstützen.

## Methoden für die Cachekontrolle
Für HTTP sind drei grundlegende Mechanismen definiert, um Caches zu kontrollieren: ‚Frische‘, ‚Gültigkeit‘ und  ‚Entwertung‘ (englisch freshness, validation, invalidation).
Freshness
erlaubt es, eine bereits erhaltene Antwort wiederzuverwenden, ohne beim Ursprungsserver erneut nachfragen zu müssen und kann sowohl durch den Server wie auch den Client gesteuert werden. Zum Beispiel gibt der Expires-Header ein Datum an, zu dem das übertragene Dokument stale („abgestanden, schal“) wird, und die Angabe Cache-Control: max-age sagt dem Cache, wie viele Sekunden lang die Antwort fresh ist.
Validation
kann verwendet werden, um zu überprüfen, ob eine zwischengespeicherte Antwort noch aktuell ist, nachdem sie schon stale geworden ist. Wenn die Antwort zum Beispiel einen Last-Modified-Header („zuletzt verändert um …“) besitzt, kann ein Cache eine konditionale Anfrage mit dem If-Modified-Since-Header („falls verändert seit …“) absenden um festzustellen, ob sie sich inzwischen geändert hat. Falls die Antwort „nein“ ist, muss der Inhalt nicht erneut gesendet werden.
Invalidation
ist normalerweise eine Nebenwirkung einer anderen Anfrage, die den Cache passiert. Wenn zum Beispiel eine URL, für die eine zwischengespeicherte Antwort vorliegt, später mit einer POST-, PUT- oder DELETE-Anfrage (siehe HTTP) angesprochen wird, so wird die zwischengespeicherte Antwort entwertet, da die neue Anfrage sie höchstwahrscheinlich verändert hat.
Seit HTTP 1.1 gibt es die Möglichkeit im Header den HTTP ETag zu übergeben. Er kennzeichnet eine bestimmte Version einer Ressource.